# Willemia psammophila
Willemia psammophila är en urinsektsart som beskrevs av Ramón A. Palacios och ?E. Thibaud 200. Willemia psammophila ingår i släktet Willemia och familjen Hypogastruridae. Inga underarter finns listade i Catalogue of Life.